# Méga Khoríon
Méga Khoríon (Mega Chorio, Megalo Chorio) är en ort i Grekland.   Den ligger i prefekturen Nomós Evrytanías och regionen Grekiska fastlandet, i den centrala delen av landet, 190 km nordväst om huvudstaden Aten. Méga Khoríon ligger 1 067 meter över havet och antalet invånare är 219.
Terrängen runt Méga Khoríon är kuperad norrut, men söderut är den bergig. Terrängen runt Méga Khoríon sluttar västerut. Runt Méga Khoríon är det mycket glesbefolkat, med 3 invånare per kvadratkilometer. Närmaste större samhälle är Karpenísi, 10,6 km norr om Méga Khoríon. 